# Campionato macedone di pallamano maschile
Il Campionato macedone di pallamano maschile  è l'insieme dei tornei istituiti ed organizzati dalla Federazione di pallamano della Macedonia del Nord (Rakometna federacija na Makedonija).

La prima stagione si disputò nel 1992-1993; dall'origine a tutto il 2024 si sono tenute 32edizioni del torneo.

La squadra che vanta il maggior numero di campionati vinti è il RK Vardar con 15 titoli; l'attuale squadra campione in carica è il RK Pelister.

## Albo d'oro
| Edizione | Vincitore |
| -------- | --------- |
| 1992-93  | Pelister  |
| 1993-94  | Pelister  |
| 1994-95  | Borec     |
| 1995-96  | Pelister  |
| 1996-97  | Prespa    |
| 1997-98  | Pelister  |
| 1998-99  | Vardar    |
| 1999-00  | Pelister  |
| 2000-01  | Vardar    |
| 2001-02  | Vardar    |
| 2002-03  | Vardar    |
| 2003-04  | Vardar    |
| 2004-05  | Pelister  |
| 2005-06  | Metalurg  |
| 2006-07  | Vardar    |
| 2007-08  | Metalurg  |
| 2008-09  | Vardar    |

| Edizione | Vincitore                                        |
| -------- | ------------------------------------------------ |
| 2009-10  | Metalurg                                         |
| 2010-11  | Metalurg                                         |
| 2011-12  | Metalurg                                         |
| 2012-13  | Vardar                                           |
| 2013-14  | Metalurg                                         |
| 2014-15  | Vardar                                           |
| 2015-16  | Vardar                                           |
| 2016-17  | Vardar                                           |
| 2017-18  | Vardar                                           |
| 2018-19  | Vardar                                           |
| 2019-20  | Non assegnato a causa della pandemia di COVID-19 |
| 2020-21  | Vardar                                           |
| 2021-22  | Vardar                                           |
| 2022-23  | Pelister                                         |
| 2023-24  | Pelister                                         |
| 2024-25  | Pelister                                         |

## Riepilogo vittorie per club
| Numero | Club     | Anni |
| ------ | -------- | --- |
| 11     | Vardar   | 1998-99, 2000-01, 2001-02, 2002-03, 2003-04, 2006-07, 2008-09, 2012-13, 2014-15, 2015-16, 2016-17, 2017-18, 2018-19, 2020-21, 2021-22 |
| 9      | Pelister | 1992-93, 1993-94, 1995-96, 1997-98, 1999-00, 2004-05, 2022-23, 2023-24, 2024-25                                                       |
| 6      | Metalurg | 2005-06, 2007-08, 2009-10, 2010-11, 2011-12, 2013-14                                                                                  |
| 1      | Prespa   | 1996-97 |
| 1      | Borec    | 1994-95 |